# Piotr Bilański
Piotr Bilański – polski leśnik, doktor habilitowany nauk rolniczych, profesor na Uniwersytecie Rolniczym im. Hugona Kołłątaja w Krakowie, specjalista od ochrony lasu oraz entomologii leśnej.

## Kariera naukowa
W 1997 roku w Akademii Rolniczej im. Hugona Kołłątaja w Krakowie uzyskał tytuł magistra inżyniera w zakresie leśnictwa. W tym samym roku został zatrudniony na tejże uczelni, a w 2004 roku na jej Wydziale Leśnym uzyskał stopień doktora nauk rolniczych w zakresie leśnictwa na podstawie rozprawy pt. Zagrożenie sosnowych drzewostanów w rejonie Mielca w wyniku migracji kambio- i ksylofagicznych owadów ze składnic drewna stosowego, której promotorem był Wojciech Ząbecki. W 2019 roku ten sam wydział nadał mu stopień doktora habilitowanego nauk rolniczych w dyscyplinie nauk leśnych na podstawie pracy pt. Trypodendron laeve Eggers w Polsce na tle wybranych aspektów morfologicznych i genetycznych drwalników (Trypodendron spp., Coleoptera, Curculionidae, Scolytinae).